# DN52
DN52 este un drum național din România, aflat în întregime în județul Teleorman, și care leagă reședința Alexandria de portul la Dunăre Turnu Măgurele. Drumul național și secundar 65A, se termină la intrarea în municipiul Turnu Măgurele, iar drumul 52 trece prin oraș și ajunge până la granița cu Bulgaria și până la bacul care duce în portul dunărean și bulgăresc Nikopol. 